# Ventra
Ventra — компания, специализирующаяся на предоставлении аутсорсинговых и HR-услуг. Основана в России в 2002 году.

## История
В 1999 году Ventra была выделена как структурное подразделение холдинга Mirantis, специализирующийся на подборе IT-специалистов.
15 июля 2002 года Ventra была преобразована в самостоятельную рекрутинговую компанию, основанную в Москве.
В 2006 году был открыт филиал компании в Санкт-Петербурге, а в 2009 году в Екатеринбурге.
В 2011 году Ventra начала специализироваться на аутсорсинге. Компания выделила подразделения IT, Trade, Industrial, Office Stuff, а также запустила облачный portal Ventra для клиентов.
В 2015 году подразделения компании были открыты в Казахстане и Беларуси. В этом же году стала членом Ассоциации частных агентств занятости (АЧАЗ).
В 2020 году запустила цифровую платформу Ventra GO! по привлечению самозанятых исполнителей на проекты заказчиков. В 2022 году сервис временной занятости Ventra Go! привлек 700 млн рублей от фонда «ВТБ Капитал Инвестиции».
В 2022 году Ventra приобрела российский бизнес Kelly Services, одного из крупнейших специализированных провайдеров услуг по управлению персоналом в мире (по версии журнала Fortune, входит в список 500 крупнейших американских компаний).

## Финансовые показатели
По итогам 2020 года общая выручка компании составила 8,1 млрд рублей, а в 2021 году показала рост и составила 8,6 млрд руб.